# رزاقي (جزيرة مينو)
رزاقي (بالفارسية: چومه) هي منطقة سكنية تقع في إيران في قسم جزيرة مينو الريفي. يقدر عدد سكانها بـ 22 نسمة .